# ایزابلا استوارت گاردنر
ایزابلا استوارت گاردنر (به انگلیسی: Isabella Stewart Gardner) (۱۴ آوریل ۱۸۴۰–۱۷ ژوئیه ۱۹۲۴) یک مجموعه دار برجسته هنری، انسان‌دوست و حامی هنر آمریکایی بود. وی موزه ایزابلا استوارت گاردنر را در بوستون تأسیس کرد.
گاردنر کنجکاو و فکری پرانرژی داشت و عاشق سفر بود. او با هنرمندان و نویسندگان برجسته آن زمان دوستی داشت، از جمله جان سینگر سارجنت، جیمز مک‌نیل ویسلر، دنیس میلر بانکر، آندرس زورن، هنری جیمز، اوکاکورا کاکوزو و فرانسیس ماریون کرافورد.
گاردنر با شهرتی که به سلایق شیک و رفتارهای نامتعارف داشت، اخبار بسیاری را برای ستون‌های شایعات آن زمان ایجاد کرد.
صفحات جامعه بوستون او را با نام‌های مختلفی از جمله «بل»، «دونا ایزابلا»، «ایزابلا از بوستون» و «خانم جک» صدا می‌زدند. حضور غافلگیرکننده او در یک کنسرت در سال ۱۹۱۲ (در آن زمان ارکستر سمفونیک بسیار رسمی بوستون) با پوشیدن یک پیشانی بند سفید که روی آن «آه، بوستون رد ساکس» نقش بسته بود، در آن زمان گزارش شد که «تقریباً باعث وحشت شده‌است» و هنوز هم در بوستون یکی از پرمخاطره‌ترین موارد در مورد عجیب بودن وی است.

## زندگی‌نامه

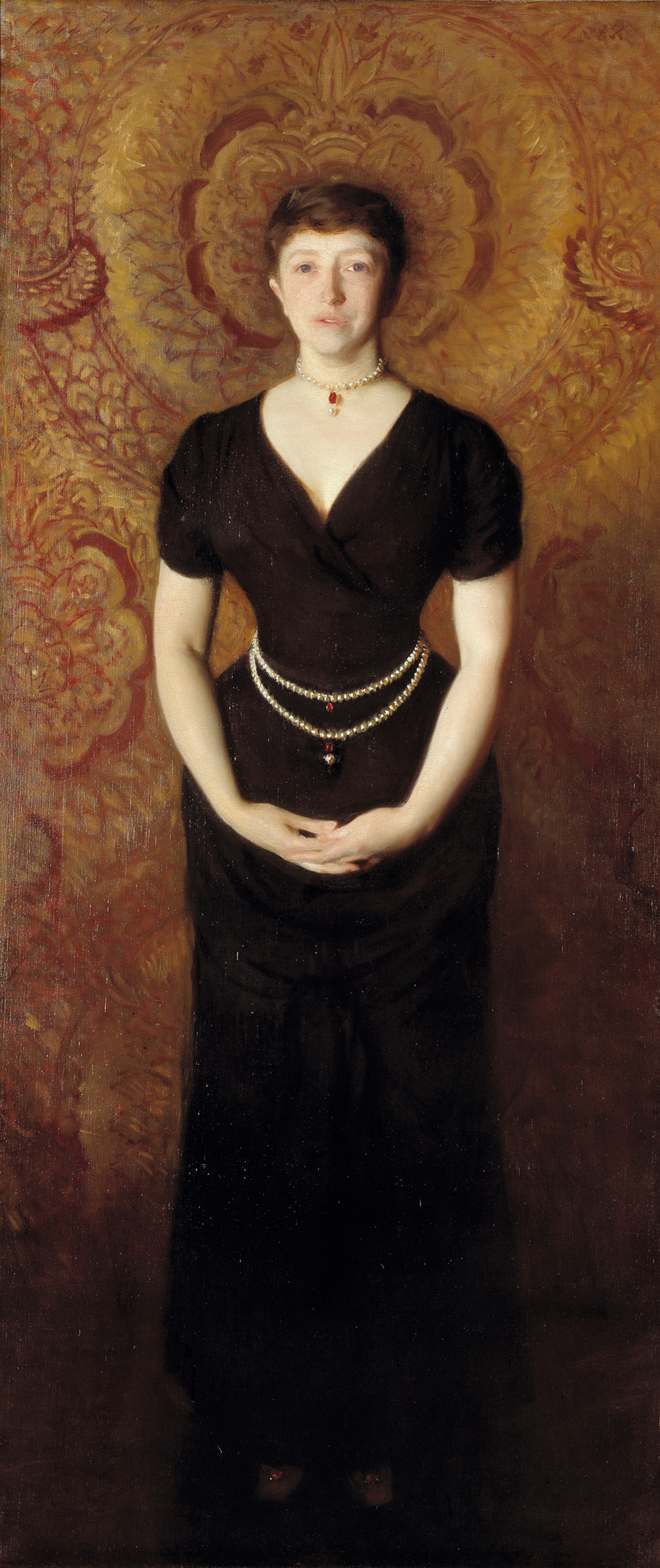
ایزابلا استوارت گاردنر، نقاشی به سال ۱۸۸۸ توسط جان سینگر سارجنت.

ایزابلا استوارت در ۱۴ آوریل ۱۸۴۰ در شهر نیویورک، دختر تاجر ثروتمند کتان، دیوید استوارت و آدلیا استوارت متولد شد. او در منهتن بزرگ شد. وی از پنج تا پانزده سالگی در آکادمی دختران تحصیل کرد که در آنجا هنر، موسیقی و رقص و همچنین فرانسه و ایتالیایی می‌آموخت. حضور در کلیسای گریس او را در معرض هنر، موسیقی و آیین‌های مذهبی قرار داد. در ۱۶ سالگی، همراه خانواده اش به پاریس نقل مکان و در آنجا در مدرسه ای برای دختران آمریکایی ثبت نام کرد. همکلاسی‌های وی اعضای خانواده ثروتمند گاردنر بوستون را شامل می‌شد. در سال ۱۸۵۷ او را به ایتالیا بردند و در میلان مجموعه هنرهای رنسانس جیان جاکومو پلدی پزولی را در اتاق‌هایی که برای یادآوری دوره‌های تاریخی طراحی شده بود دید. او در آن زمان گفت که اگر مقداری پول به ارث ببرد، خانه ای مشابه برای بازدید و لذت بردن از مردم خواهد ساخت. در سال ۱۸۵۸ به نیویورک بازگشت.
اندکی پس از بازگشت، همکلاسی سابق وی جولیا گاردنر او را به بوستون دعوت کرد و در آنجا با برادر جولیا جان لاول «جک» گاردنر دیدار کرد. وی که سه سال بزرگتر از او بود، پسر جان ال و کاتارین ای (پیبدی) گاردنر و یکی از مجردهای واجد شرایط بوستون بود. آن‌ها در ۱۰ آوریل ۱۸۶۰ در کلیسای گریس ازدواج کردند و سپس در خانه ای که پدر ایزابلا به آنها هدیه کرد، در خیابان ۱۵۲ بیکن در بوستون زندگی کردند. آن‌ها تا آخر عمر جک در آنجا اقامت داشتند.
جک و ایزابلا یک پسر داشتند که در ۱۸ ژوئن ۱۸۶۳ به دنیا آمد ولی در ۱۵ مارس ۱۸۶۵ از ذات الریه درگذشت. یک سال بعد ایزابلا سقط داشت و به او گفتند که دیگر نمی‌تواند بچه دار شود. دوست نزدیک و خواهر شوهرش تقریباً در همان زمان درگذشت. گاردنر به شدت افسرده شد و از جامعه کناره گرفت. به توصیه پزشکان، او و جک در سال ۱۸۶۷ به اروپا سفر کردند. ایزابلا چنان بیمار بود که مجبور شد او را با برانکارد سوار کشتی کند. این زوج تقریباً یک سال در سفر، به اسکاندیناوی و روسیه سفر کردند اما بیشتر وقت خود را در پاریس گذراندند. این سفر تأثیر مطلوبی در سلامتی ایزابلا داشت و به نقطه عطفی در زندگی وی تبدیل شد. در این سفر بود که او عادت مادام العمر خود را برای نگه داشتن دفترچه‌های سفر خود آغاز کرد. پس از بازگشت، شروع به تثبیت شهرت خود به عنوان یک اجتماعی مد روز، با روحیه بالا کرد.
در سال ۱۸۷۵ برادر جک، جوزف پی گاردنر، درگذشت و سه پسر جوان بر جای گذاشت. جک و ایزابلا پسران را «به فرزندی» پذیرفتند و بزرگ کردند. آگوستوس پی گاردنر در آن زمان ۱۰ ساله بود. موریس کارتر، زندگینامه نویس ایزابلا، نوشت که «او در وظیفه خود نسبت به این پسران، وفادار و وظیفه‌شناس بود».

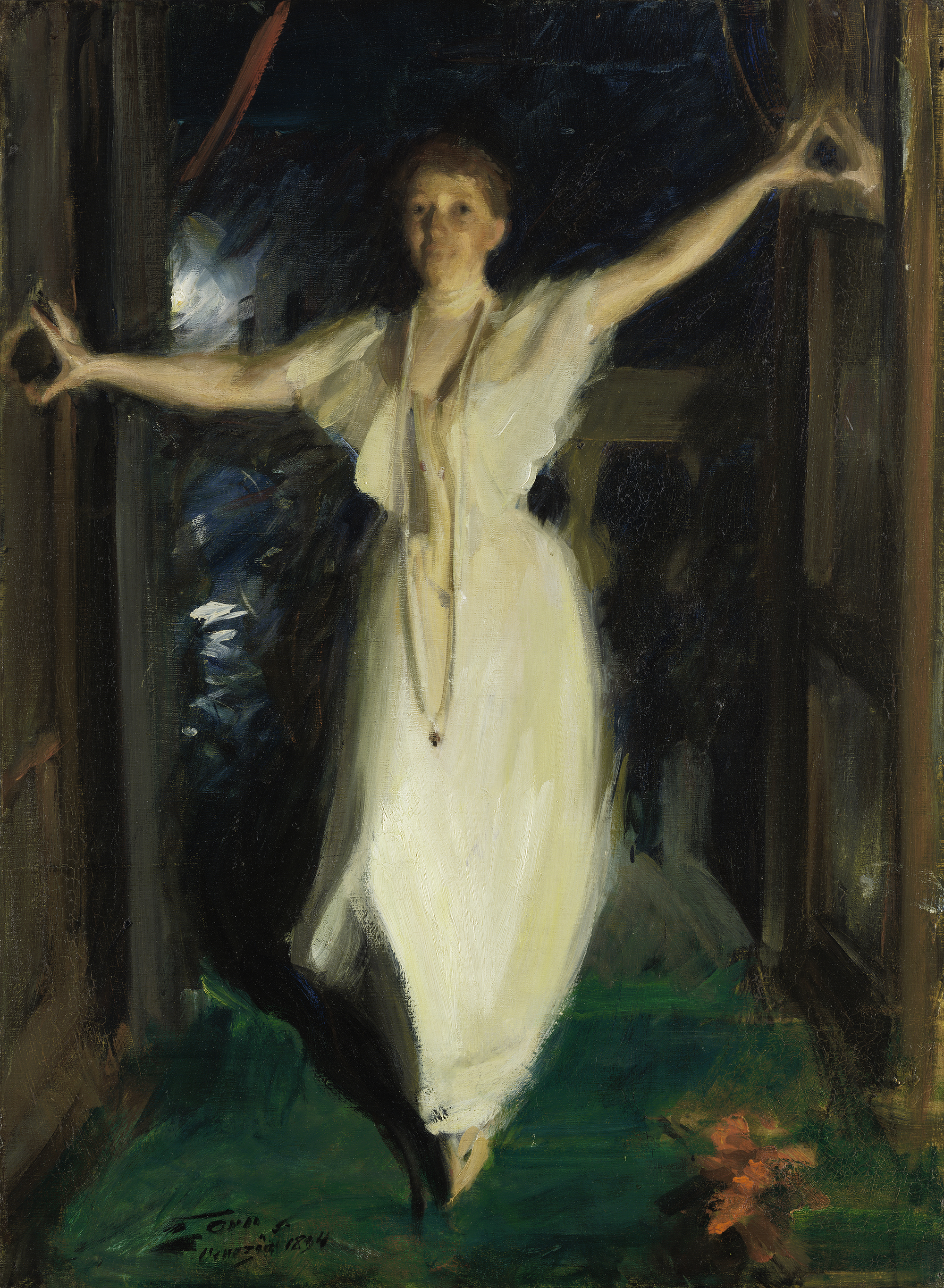
ایزابلا استوارت گاردنر در ونیز (۱۸۹۴)، توسط آندرس زورن (موزه گاردنر)

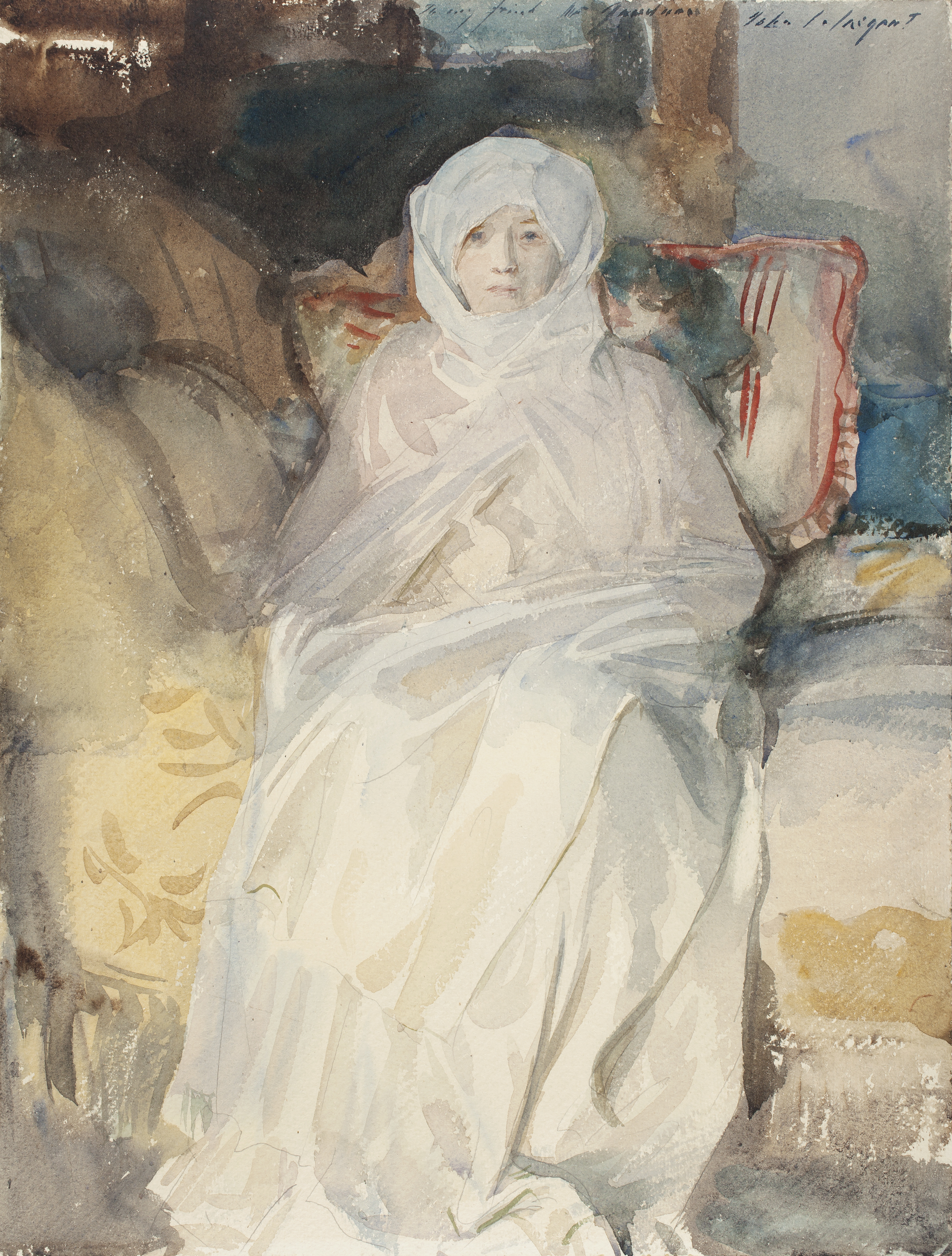
خانم گاردنر در لباس سفید (۱۹۲۲)، اثر سارجنت

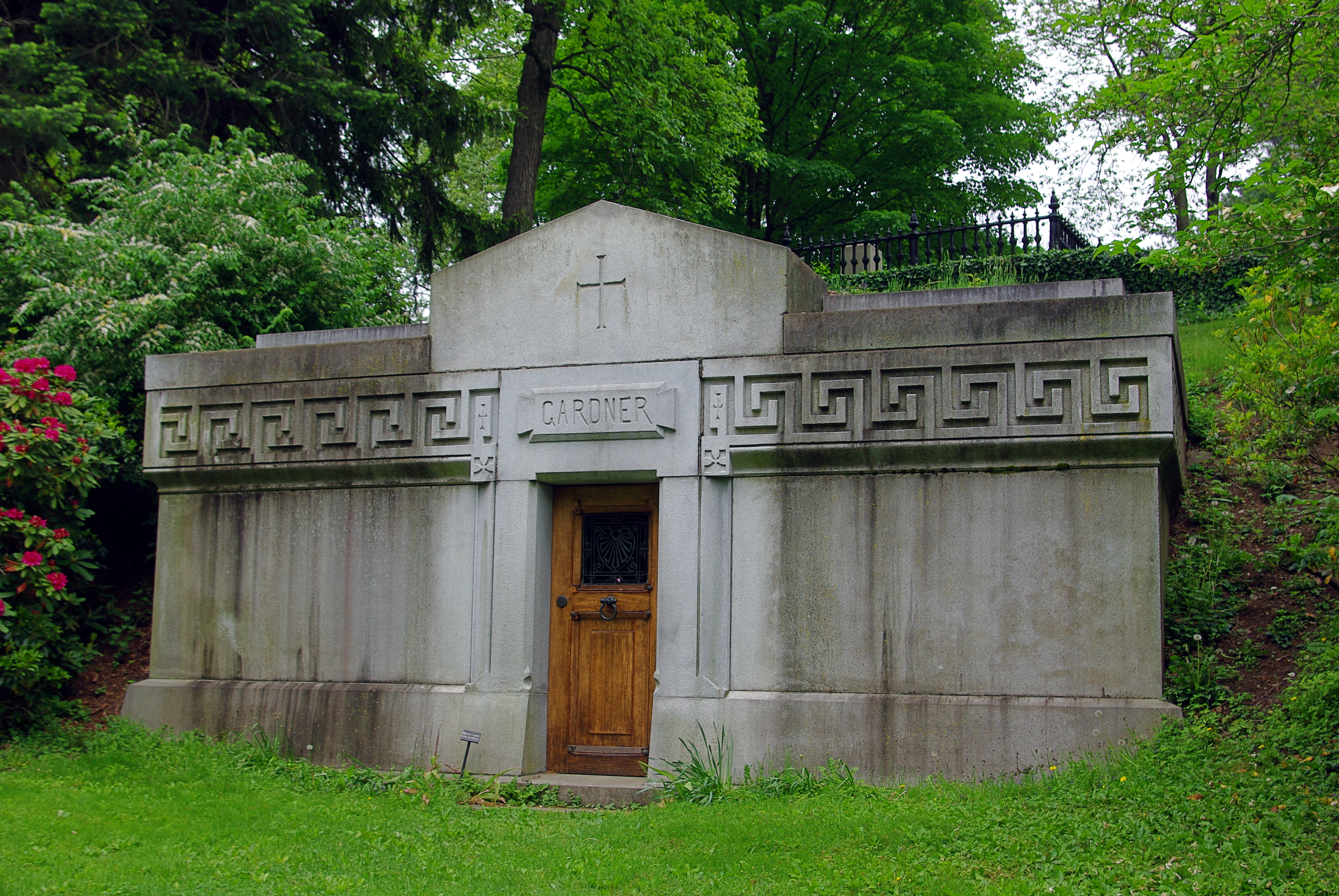
مقبره خانوادگی گاردنر، قبرستان مونت اوبرن

## سفر و گسترش مجموعه
در سال ۱۸۷۴، ایزابلا و جک گاردنر از خاورمیانه، اروپای مرکزی و پاریس بازدید کردند. از اواخر دهه ۱۸۸۰، آنها به‌طور مکرر در سراسر آمریکا، اروپا و آسیا سفر می‌کردند تا فرهنگ‌های بیگانه را کشف کنند و دانش خود را در مورد هنر در سراسر جهان گسترش دهند. جک و ایزابلا طی این سالها بیش از ده سفر به خارج از آمریکا انجام دادند.

## موزه
امروزه موزهٔ ایزابلا استوارت گاردنر یکی از قابل‌توجه‌ترین موزه‌های بوستون هست.